# スペイン海軍
スペイン海軍（スペインかいぐん、スペイン語：Armada Española）は、スペインの海軍。近世の無敵艦隊時代をも含む長い歴史を有し、現在は軽空母を旗艦とした艦隊を保持している。

## 歴史
スペイン海軍の始まりは、スペインの元となった2つの国、アラゴン王国とカスティーリャ王国の海軍に遡る。両国は地中海をめぐる海上交易で栄えており、それを保護するための海軍を備えていた。しかしながら両国はレコンキスタの最中で大きな海軍を運用・展開することはできない状態であった。
1492年にレコンキスタが完了すると、スペイン海軍は輝かしい大航海時代に入ることとなった。その最初の例はクリストーバル・コロンによるアメリカ大陸の発見である。このカラベル船とキャラック船による3隻の船団が、強大な無敵艦隊の魁となった。アメリカ大陸の発見後、エルナン・コルテスやペドロ・デ・アルバラード、フランシスコ・ピサーロがコンキスタドールとして新大陸を征服し、多大な富をスペインにもたらした。その富は海軍を増強するためにも用いられるようになる。
1571年、アルバロ・デ・バサン率いるスペイン海軍はオスマン帝国海軍とレパントの海戦を戦い、ヴェネツィア海軍や教皇軍とともに、強大なオスマン帝国と対峙した。この戦いで大砲を積んだガレアス船を用いた連合軍が勝利し、地中海における安全を確保した。しかし、この戦いで海上の覇権を握るには至らなかった。この後、新大陸からの富を得たスペイン海軍は無敵艦隊と恐れられるようになる。1588年、スペイン海軍はイギリス海軍とのアルマダの海戦で壊滅的打撃を被った。スペイン海軍は鈍重なガレオン船と巨砲を有する無敵艦隊で挑んだが、海賊の率いるイギリス海軍の軽快な艦隊に敗れたのである。この構図は黄海海戦でもみられる。スペインの国力そのものがこの海戦によって失われたわけではないが、やがて凋落をたどることになるスペイン海軍にとっては一大転機であるといえるであろう。
17世紀に八十年戦争でスペイン海軍は支配下にあったオランダ海軍とも1607年にジブラルタルの海戦、1639年にダウンズの海戦を戦い敗北。さらに西インド諸島の一部の支配権をイギリスに奪われた。1714年、海軍省が設置され、ジェンキンスの耳の戦争をイギリス海軍と戦う。海軍力は往時に比べると非常に劣っていたが、それでも、イギリス海軍、フランス海軍に次ぐ第3位で世界三大海軍国家であり、海軍力は第三位の勢力であった。
19世紀にはフランス帝国によってスペインは征服されてボルボン朝は廃され、ナポレオン・ボナパルトの兄のホセ1世（ジョゼフ）を戴くフランスの傀儡となった。スペイン海軍はフランス海軍とともにフランスの主要な海戦であるトラファルガーの海戦に参加したが、イギリス海軍に対して敗北を喫する結果となった。
スペイン独立戦争を経て、ボナパルト家の没落後はボルボン朝が復活し、艦隊の再建が進められた。1860年代にはチンチャ諸島戦争で、19世紀前半から独立していった南米旧植民地の再征服を目指したが、ペルー、チリ、ボリビア、エクアドルの同盟軍の抵抗によって南米の再征服は失敗に終わった。19世紀末の米西戦争でもアメリカ海軍との間において、フィリピンではマニラ湾海戦、キューバではサンチャゴ・デ・キューバ海戦を戦ったが、陸戦とともに新興のアメリカ合衆国に完敗した。これによって、またしても海軍は壊滅的状態に陥っただけでなく、主要な海外植民地を一挙に喪失することになる。
それでも1908年には、非効率な海軍工廠とスペイン海軍を英国資本によって再建することを目指したフェランディス海軍法案により、弩級戦艦「エスパーニャ級」を初めとして、1915年に軽巡洋艦「メンデス・ヌネス級」2隻や「アルフォンソ級」3隻を自国海軍工廠で建造するなど、着実に復活していった。また、1922年には水上機母艦「デダロ」を就役させ、海軍航空を研究した。これらの艦は1920年代に生起した第三次リーフ戦争（スペイン領モロッコでの反植民地闘争）鎮圧に積極的に投入され、1925年9月8日に行われた上陸作戦の成功に大きく寄与したと言われる。
1936年7月に生起したスペイン内戦において、スペイン海軍も共和国側とフランコ側に分裂し、双方とも大きな痛手を被って弱体化した。第二次世界大戦ではスペインは中立を保った（大戦初期には枢軸国寄り、後期には連合国寄り）ため、特に戦闘に参加することはなかったものの、戦後もファシスト政権による独裁体制が続いたスペインは戦後30年に渡ってヨーロッパ西側社会から孤立し、海軍装備は旧式化したまま使用され続けた。
フランコの死後、1978年に民政移管された後、現在では英米を中心とした世界の最新兵器を積極的に導入し、イージス艦や軽空母を運用するなど、規模は大きくないが非常に現代的で汎用性のある海軍を有している。

### 主な海戦
- アルマダの海戦
- トラファルガー海戦
- マニラ湾海戦
- サンチャゴ・デ・キューバ海戦

## 組織
2007年時点で現役19,500人、予備役9,000人。海軍参謀総長（AJEMA）の下で、以下のような職位・組織がある。

### 中央組織
- 海軍本部（CGA）
  - 海軍参謀本部
  - 情報通信システム本部
  - 全般役務補佐本部
  - 海軍歴史文化機関
  - 海軍参謀総長官房
  - 海兵隊総司令官
  - 海軍中央保安課

- 戦闘部隊総司令部
  - 艦隊（FLOTA）
  - 海軍活動部隊（FAM）
  - 海兵隊（FIM）
- 支援部隊総司令部
  - 人事本部（JEPER）
  - 後方支援本部（JAL）
  - 海軍財務局（DAE）

### 人事本部
- 本部補助機関（OAJ）
- 海軍教育局（DIENA）
- 人事局（DIPER）
- 人事支援機関（OAP）
- 人事補佐局（DIASPER）
- 保健局（DISAN）
- 従属団体
  - 人事顧問（CAPA）
  - 海軍孤児賛助会（PAHUAR）

### 後方支援本部
- 海軍造機局（DIC）
- 整備局（DIMAN）
- 施設局（DIN）
- 補給輸送局（DAT）
- 後方支援本部が担当する周辺組織
  - カラッカ工廠・ロタ基地・カディス湾支援本部
  - フェロル造船所
  - カルタヘナ造船所
  - ラス・パルマス造船所

### 海軍財務局
- 艦隊主計官（DAEA）
  - 主計調整課（SCE）
  - 局補助機関（OAD）
    - 教義指導課
    - 官房課
- 予算会計副局（SDPC）
  - 予算計画課
  - 会計課
- 財務管理新兵採用副局（SDGEC）
  - 金庫課
  - 外国資産管理課
  - 報酬課
  - 新兵採用課

### 艦隊
- 艦隊総司令官（AF）
  - 艦隊総本部（CGF）
  - 海上高等準備総本部（CGMAD） - NATO即応部隊担当部門
  - 部隊防護群（GUP）
  - 掃海部隊（FMC）
  - 海軍特殊戦司令部（MGNE）
  - 第31護衛隊（31ªEE）
  - 第41護衛隊（41ªEE）
  - 航空隊（FA）
  - 潜水隊（FS）
  - 補給艦「マルケス・デ・ラ・エンセナーダ」
  - 補給艦「パティーニョ」
  - 戦闘資格教習センター（COC）
  - 戦術プログラム訓練指導センター（CPTIA）
  - ロタ行政管理統合センター（CIGAR）
  - 戦術会議常任秘書官（SPJT）
  - 海軍作戦分析グループ（GAON）

### 海軍活動部隊
- カナリアス諸島海軍司令部
- カディス海上活動司令部
- フェロル海上活動司令部
- バレアレス諸島海軍部門
- 海事問題専門センター
  - 海上水路機関
  - 海軍潜水センター

### 海兵隊
- 海軍テルシオ（Tercio de Armada）
  - 基地隊
  - 海兵旅団（BRIMAR）
    - 旅団司令部隊（UCG）
    - 第1上陸大隊（BDE-I）
    - 第2上陸大隊（BDE-II）
    - 第3機械化上陸大隊（BDMZ-III）
    - 上陸砲兵群（GAD）
    - 戦闘任務支援群（GASC）
    - 特殊武器群（GRAE）
    - 偵察隊（URECON、旧特殊作戦班(UOE)）
- 防護部隊 （Fuerza de Protección）
  - 南部テルシオ（TERSUR）
  - 北部テルシオ（TERNOR）
  - 東部テルシオ（TERLEV）
  - カナリアス海軍管区防護隊（USCAN）
  - マドリード海兵群（AGRUMAD）
- 海軍特殊戦部隊（Fuerza de Guerra Naval Especial）
  - 特殊作戦班（UOE）
  - 戦闘潜水隊（UEBC）
- マルティン・アルバレス班（Sección Martín Álvarez） - 部隊防護担当の空母乗り込み海兵隊
- マル・オセアノ中隊（Compañía “Mar Océano”） - 近衛兵部隊

### 海軍航空隊
- 第3飛行隊 - AB 212 × 10機
- 第4飛行隊 - セスナ サイテーションシリーズ × 3機
- 第5飛行隊 - SH-3D/H × 8機
- 第6飛行隊 - MD 500 × 6機
- 第9飛行隊 - AV8B II Plus × 16機
- 第10飛行隊 - SH-60 B × 12機

## 階級
| 士官                       |                             |  |       |
| 元帥格の海軍上級大将       | Capitán General             |  | OF-10 |
| 海軍上級大将               | Almirante General           |  | OF-9  |
| 海軍大将                   | Almirante                   |  | OF-8  |
| 海軍中将                   | Vice Almirante              |  | OF-7  |
| 海軍少将                   | Contra Almirante            |  | OF-6  |
| 海軍大佐                   | Capitán de Navío            |  | OF-5  |
| 海軍中佐                   | Capitán de Fragata          |  | OF-4  |
| 海軍少佐                   | Capitán de Corbeta          |  | OF-3  |
| 海軍大尉                   | Teniente de Navío           |  | OF-2  |
| 海軍中尉                   | Alférez de Navío            |  | OF-1  |
| 海軍少尉                   | Alferez de Fragata          |  | OF-1  |
| 海軍士官候補生および志願者 | Guardiamarinas y aspirantes |  | OF-D  |
| 下士官および准士官         |                             |  |       |
| 海軍准尉                   | Subteniente                 |  | OR-   |
| 海軍兵曹長                 | Suboficial Mayor            |  | OR-   |
| 海軍上等兵曹               | Brigada                     |  | OR-   |
| 海軍一等兵曹               | Sargento Primero            |  | OR-   |
| 海軍二等兵曹               | Sargento                    |  | OR-   |
| 兵卒                       |                             |  |       |
| 海軍上級伍長               | Cabo Mayor                  |  | OR-   |
| 海軍一等伍長               | Cabo Primero                |  | OR-   |
| 海軍二等伍長               | Cabo                        |  | OR-   |
| 海軍一等水兵               | Marinero de 1ª clase        |  | OR-   |
| 海軍二等水兵               | Marinero                    |  | OR-   |
| 海軍見習水兵               | Recluta                     |  | OR-   |

## 主要基地・施設
- マドリード - 海軍本部
- ロタ（ロタ海軍基地） - アメリカ合衆国軍と共用し3,600mの滑走路を有する、空母や揚陸艦の主要基地。
- サン・フェルナンド - ロタ基地の近くに所在する、練習艦や海兵隊などの本拠地。
- カルタヘナ - 地中海方面の主要基地。潜水艦部隊の本拠地でもある。
- フェロル - 大西洋方面の主要基地。工廠もある。
- ラス・パルマス・デ・グラン・カナリア - カナリア諸島にある基地。
- マオー - バレアレス諸島・メノルカ島にある地方基地。
- マリン - ガリシア州にある地方基地。海軍士官学校が所在する。

## 装備

### 艦艇
2017年現在。
過去に就役した艦艇については「スペイン海軍艦艇一覧」を参照。
通常動力型潜水艦
- S80型×0（4隻建造中、4隻計画中）

S81 - 2021年就役予定
S82 - 2022年就役予定
S83 - 2023年就役予定
S84 - 2024年就役予定
- アゴスタ級×1[6]

ガレルナ（S71 Galerna） - 1983年
フリゲート
- F-110型フリゲート(en)×0(5隻計画中)

F111 - 2023年就役予定
F112 - 2024年就役予定
F113 - 2025年就役予定
F114 - 2026年就役予定
F115 - 2027年就役予定
- アルバロ・デ・バサン級×5

アルバロ・デ・バサン（F101 Alvaro de Bazan） - 2002年
アルミランテ・フアン・デ・ボルボン（F102 Almirante Juan de Borbon） - 2003年
ブラス・デ・レソ（F103 Blas de Lezo） - 2004年
メンデス・ヌニェス（F104 Mendez Nunez） - 2006年
クリストーバル・コロン（F105 Cristobal Colon） - 2012年
- サンタ・マリア級×6

サンタ・マリア（F81 Santa Maria） - 1986年
ビクトリア（F82 Victoria） - 1987年
ヌマンシア（F83 Numancia） - 1988年
レイナ・ソフィア（F84 Reina Sofia） - 1990年
ナバーラ（F85 Navarra） - 1994年
カナリアス（F86 Canarias） - 1994年
哨戒艦
- メテオロ級×4（2隻建造中）

メテオロ（P41 Meteoro） - 2012年
ラーヨ（P42 Rayo） - 2011年
レランパゴ（P43 Relámpago） - 2012年
トルナード（P44 Tornado） - 2012年
- セルビオーラ級×4

セルビオーラ（P71 Serviola） - 1991年
センティネーラ（P72 Centinela） - 1991年
ビヒーア（P73 Vigía） - 1992年
アタラージャ（P74 Atalaya） - 1992年
- デスクビエルタ級×5

インファンタ・エレナ（P76 Infanta Elena） - 1980年
インファンタ・クリスティーナ（P77 Infanta Cristina） - 1980年
カサドラ（P78 Cazadora） - 1982年
ベンセドラ（P79 Vencedora） - 1983年
- Pescalonso級×1

チルレウ（P61 Chilreu） - 1992年
- アルボラン級×3

アルボラン（P62 Alborán） - 1997年
アルメンディ（P63 Arnomendi） - 2000年
タリーファ（P64 Tarifa） - 2004年
哨戒艇
- アナーガ級×4

タゴマーゴ（P22 Tagomago） - 1981年
メーダス（P26 Medas） - 1981年
タバルカ（P28 Tabarca） - 1981年
- トラーリャ級×2

トラーリャ（P81 Toralla） - 1987年
フォルメントール（P82 Formentor） - 1988年
- カボ・フラデーラ（P201 Cabo Fradera） - 1963年
- P101級×2

P101
P114
強襲揚陸艦（LHD）
- フアン・カルロス1世（L61 Juan Carlos I） - 2010年

ドック型輸送揚陸艦（LPD）
- ガリシア級×2

ガリシア（L51 Galicia） - 1998年
カスティーリャ（L52 Castilla） - 2000年
戦車揚陸艦（LST）
- 旧・米ニューポート級×1

ピサーロ（L42 Pizarro） - 1995年再就役
中型揚陸艇（LCM）
- LCM(1E)型×12

L603-614
- LCM6型×14

L161-167、L261-267
車両兵員揚陸艇（LCVP）
- 各型×16

歩兵揚陸艇（LCP）
- 各型×8

機雷掃討艇
- カサミナス級×6

セグーラ（M31 Segura） - 1999年
セージャ（M32 Sella） - 1999年
タンブレ（M33 Tambre） - 2000年
トゥリア（M34 Turia） - 2000年
ドゥエロ（M35 Duero） - 2004年
タホ（M36 Tajo） - 2005年
情報収集艦
- アレルタ（A111 Alerta） - 1992年

調査船
- ラス・パルマス（A52 Las Palmas） - 1978年
- エスペリデス（A33 Hespérides） - 1991年

測量艦
- マラスピーナ級×2

マラスピーナ（A31 Malaspina） - 1975年
トフィーニョ（A32 Tofiño） - 1975年
測量艇
- LHT-130型×2

アストロラビオ（A91 Astrolabio） - 2001年
エスカンダージョ（A92 Escandallo） - 2004年
- Castor級×1

アンターレス（A23 Antares） - 1974年
練習帆船
- フアン・セバスティアン・デ・エルカーノ（A71 Juan Sebastián de Elcano（英語版）） - 1928年
- アローサ（A72 Arosa） - 1981年
- ブランカ (A73 Blanca) - 2013年
- ラ・グラシオーサ（A74 La Graciosa） - 1988年
- シサルガス（A75 Sisargas） - 1982年
- ヒラルダ（A76 Giralda） - 1958年
- サルボラ（A77 Sálvora） - 1983年
- ペレグリーナ（A78 Peregrina） - 2007年
- アゲテ (A79 Aguete) - 2006年

練習艇
- コントラマエストレ・ナバレーテ級×4

コントラマエストレ・ナバレーテ（A82 Contramaestre Navarrete） - 1983年
コントラマエストレ・サンチェス・フェルナンデス（A83 Contramaestre Sánchez Fernández） - 1984年
コントラマエストレ・アンテーロ（A84 Contramaestre Antero） - 1984年
コントラマエストレ・ラマドリード（A85 Contramaestre Lamadrid） - 1984年
- RODMAN 66型×4

グアルディアマリーナ・バルーティア（A121 Guardiamarina Barrutia） - 2007年
グアルディアマリーナ・チェレギーニ（A122 Guardiamarina Chereguini） - 2007年
グアルディアマリーナ・ルル（A123 Guardiamarina Rull） - 2007年
グアルディアマリーナ・サラス（A124 Guardiamarina Salas） - 2008年
補給艦
- カンタブリア（A15 Cantabria） - 2010年
- パティーニョ（A14 Patino） - 1995年

輸送艦
- コントラマエストレ・カサード（A01 Contramaestre Casado） - 1982年
- マルティン・ポサディージョ（A04 Martín Posadillo） - 1973年
- エル・カミーノ・エスパニョール（A05 El Camino Español） - 1984年

港内油槽船
- Y231 - 1981年
- Y251 - 1981年
- Y254 - 1981年
- Y255 - 1981年

ランチ・艀
- 200型（給水）×3
- 300型（運送）×5
- 400型（汚染防止）×10
- 港内型×45

Y503-509、511、521、524、526-529、534、537、539-541、545、549-564、581、583-585、588-592
支援艦
- マル・カリーベ（A101 Mar Caribe）
- ネプトゥーノ（A20 Neptuno）

航洋曳船
- マオン（A51 Mahón） - 1978年
- ラ・グラーニャ（A53 La Graña） - 1982年

沿岸／港内曳船
- Y116 - 1981年
- Y118 - 1990年
- Y120 - 1988年
- Y121 - 1990年
- Y122 - 1999年
- Y123 - 1999年
- Y124 - 2001年
- Y126 - 2001年
- Y138 - 1967年
- Y139 - 1967年
- Y142 - 1981年
- Y144 - 1979年
- Y145 - 1979年
- Y147 - 1987年
- Y148 - 1987年
- Y174 - 1999年
- Y175 - 1999年
- Y176 - 1999年
- Y177 - 1999年
- Y178 - 1999年
- Y179 - 1999年
- Y180 - 2005年
- Y181 - 2005年
- Y182 - 2005年
- Y183 - 2005年

### 航空機
特記なき場合は2016年現在。『World Air Forces 2016』より。
固定翼機
- BAe/マクドネル・ダグラス EAV-8B（ナイトアタック）/EAV-8B（ハリアー2）/TAV-8B×4/12/1
- セスナ サイテーション II/VII×3/1

回転翼機
- シコルスキー SH-3D/G/H シーキング×8
- シコルスキー SH-3D シーキングAEW×3
- シコルスキー SH-60B シーホーク（LAMPS 3）×12
- NHインダストリーズ NH90×7（予定）[7]
- アグスタ AB212×7
- ヒューズ 500MD×6

無人航空機
- ボーイング・インシツ スキャンイーグル×8

### 陸戦兵器
- M60A3戦車 × 16輌
- AAV7A1/P7A1/C7A1/R7A1水陸両用強襲車 × 19輌
- ピラーニャ装輪式装甲兵員輸送車 × 18台
- M109A2 155mm自走榴弾砲 × 6輌
- オート・メラーラMod56 105mm榴弾砲 × 12門
- TOW ATM × 24基
- ミストラル SAM × 12基

## 旗

国旗・軍艦旗
海軍用国籍旗

## スペイン海軍関連の著名人
- フェデリコ・グラビーナ
- サンタ・クルス提督
- パスクワル・セルベラ
- ドン・フアン・デ・アウストリア
- バルタサール・イダルゴ・デ・シスネロス
- ミゲル・デ・セルバンテス
- ブラス・デ・レソ